# Niponostenostola
Niponostenostola is een kevergeslacht uit de familie van de boktorren (Cerambycidae). De wetenschappelijke naam van het geslacht werd voor het eerst geldig gepubliceerd in 1958 door Ohbayashi.

## Soorten
Niponostenostola is monotypisch en omvat slechts de volgende soort:
- Niponostenostola niponensis (Pic, 1901)